# Rachel Blakely
Rachel Leigh Blakely, (nacida el 28 de julio de 1968) es una actriz y modelo australiana nacida en Borneo.

## Vida personal
Blakely es hija del estadounidense Harold Blakely y de madre australiana, tiene una hermana menor Ruth Blakely. Debido a la compañía petrolera de su padre la familia vivió en diferentes países hasta que cumplió doce años, Blakely junto a su familia se instalaron en Australia.
Antes de ser actriz, trabajó como modelo y cocinera. Sus pasatiempos son acampar, coser, pintar, cocinar y dormir, sus autores favoritos son Margaret Atwood y Tracy Chevalier, y sus películas favoritas son Queen Margot y Breaking the Waves. 
En 1990 Rachel se casó con el actor Peter Craig pero la pareja se divorció años después.
Su actual pareja, es el especialista en acciones de dobles Sean Rigby. Su primer hijo, Lee Cooper Rigby, nació en septiembre de 2003, y su segundo hijo, Nash Rigby, nació a principios de 2009.

## Carrera
Hizo su debut en la televisión haciendo comerciales de Nissan, pero es más conocida por su papel de Gabby en la serie australiana Neighbours, donde trabajó durante tres años. Fue la sugerencia de su marido que había asistido a las audiencias de la serie Neighbours. 
Hizo una adquisición de participaciones significativas en Blue Heelers, City Life, The Lost World y aparició en un episodio de Xena: la princesa guerrera, y también actuó en la serie Mortified como la mamá controladora, Glenda Fry.